# Pierre Bottero
Pierre Bottero (Barcelonnette, Francia, 13 de febrero de 1964 - 8 de noviembre de 2009) fue un escritor francés, conocido sobre todo por sus trilogías de literatura fantástica. Antes de dedicarse a la escritura fue maestro en el sur de Francia.

## Producción literaria
Sus obras más conocidas son cuatro trilogías; los seis primeros libros tratan sobre las aventuras de una joven francesa, Ewilan, que se desarrollan en el mundo imaginario de «Gwendalavir». Este mundo imaginario también aparece en otra trilogía, titulada en francés como Le Pacte des Marchombres, que cuenta la vida de Ellana Caldin, un personaje de las historias de Ewilan. La última de las cuatro trilogías, L'Autre, se desarrolla en un mundo diferente, pero se pueden establecer muchos vínculos entre «l'Ailleurs», el mundo de L'Autre, y «Gwendalavir».

## Obras
Libros ligados al universo de Gwendalavir (cerca y de lejos)
- La Quête d'Ewilan (Ewilan), trilogía compuesta de La Quête d'Ewilan, d'un monde à l'autre (titulada en castellano como Ewilan), Les frontières de glace (Ewilan: Las fronteras de hielo) y L'ile du destin (Ewilan: La isla del Destino)
- Les Mondes d'Ewilan, trilogía compuesta por La forêt des captifs, L'œil d'Otolep y Les tentacules du mal
- Le Pacte des Marchombres, trilogía compuesta por Ellana, Ellana l'Envol y Ellana la Prophétie
- L'Autre, trilogía compuesta por Le souffle de la hyène, Le maitre des tempêtes y La huitième porte
- Les Âmes croisées
- Le Chant du troll (novela gráfica, realizada con Gilles Francescano)

Otras obras
- Le voleur de chouchous.
- Tour B2, mon amour
- Un cheval en Irlande
- Isayama álbum
- Les Aigles de Vishan Lour en el N° 261 de JeBouquine
- Zouck
- Fils de sorcières
- Le garçon qui voulait courir vite
- Mon cheval, mon destin
- Amies à vie
- Princesse en danger
- A comme Association, obra realizada con Erik L'Homme: Los oscuros límites de la magia - El sutil perfume del azufre

## Fallecimiento
Pierre Bottero, murió a la edad de cuarenta y cinco años en un accidente de moto, el domingo 8 de noviembre de 2009, en torno a las 19.00. Perdió el control de su vehículo en una curva entre Lambesc y Rognes··.